# Astra Giurgiu
Der FC Astra Giurgiu ist ein rumänischer Fußballverein aus Giurgiu. Gegründet wurde der Verein, der bis September 2012 den Namen FC Astra Ploiești trug, in Ploiești. Mit der Umbenennung erfolgte auch der Umzug vom Astra-Stadion in das Stadionul Marin Anastasovici.
Die erste Mannschaft spielte von 2009  bis 2021 in der Liga 1, der ersten rumänischen Fußballliga. 2016 wurde Astra Giurgiu rumänischer Meister, sieben Jahre später zog er sich aus dem professionellen Vereinsfußball zurück.

## Geschichte
Der Verein wurde 1934 gegründet und konnte 1998 zum ersten Mal in die erste Liga Rumäniens aufsteigen, wo er schließlich fünf Jahre spielte. 2003 fusionierte der Verein mit dem Lokalrivalen FC Petrolul Ploiești. Im Jahre 2005 wurde der Verein von Ioan Niculae wiedergegründet. 2007 änderte sich der Name des Vereins in FC Ploiești und danach in CSM Ploiești. Im Januar 2009 wurde Marius Șumudică Trainer des Vereins. Nach der Ernennung von Ion Moldovan zum technischen Direktor löste Șumudică am 10. Mai 2009 seinen Vertrag auf. Moldovan übernahm das Traineramt und mit ihm gelang zum Saisonende 2008/09 der Aufstieg in die Liga 1.
Am 13. Juni 2009 kehrte man zu dem alten Namen Astra Ploiești zurück und nahm statt der bisherigen Farben Gelb und Blau wieder die Traditionsfarben Schwarz und Weiß an. Bereits nach dem dritten Spieltag der Saison 2009/10 wurde der Trainer Ion Moldovan entlassen und durch den Italiener Nicolò Napoli ersetzt. Dieser wurde am 19. April 2010 von Marin Barbu abgelöst, mit dem der Klub den sofortigen Wiederabstieg verhindern konnte. Am 14. Juni 2010 wurde mit Mihai Stoichiță ein neuer Trainer vorgestellt, doch konnte dieser die in ihn gesetzten Erwartungen nicht erfüllen und wurde am 31. August 2010 entlassen, nachdem Astra in den ersten sechs Meisterschaftsspielen nur vier Punkte errungen hatte. Ab dem 5. September 2010 wurde die Mannschaft von Tibor Selymes trainiert, mit dem in der Saison 2010/11 eine Platzierung im Tabellenmittelfeld erreicht wurde. Doch bereits zwei Spieltage nach Start der Saison 2011/12 musste Selymes am 1. August 2011 seinen Trainerstuhl räumen und wurde am 11. August 2011 durch Marius Șumudică ersetzt. Nach zehn Meisterschaftsspielen, in denen Astra ungeschlagen geblieben war, folgte am 27. Oktober 2011 das Aus in der Cupa României 2011/12 durch eine Niederlage gegen den Ortsrivalen Petrolul Ploiești. Drei Tage später wurde Șumudică entlassen, weil er sich geweigert hatte, den Auswechselanweisungen des Mäzens Ioan Niculae zu folgen, die dieser in der Halbzeitpause des Meisterschaftsspiels gegen Rapid Bukarest gegeben hatte. Am 3. November 2011 kehrte Tibor Selymes als Trainer zurück, er wurde jedoch nach der Heimniederlage am 17. Dezember 2011 gegen CFR Cluj zum zweiten Mal während derselben Saison entlassen. Als Nachfolger wurde am 6. Januar 2012 der Portugiese Toni vorgestellt, von dem sich der Verein nach schwachen Ergebnissen in den ersten fünf Meisterschaftsspielen jedoch am 26. März 2012 bereits wieder trennte. Er wurde am 29. März 2012 durch Mircea Rednic ersetzt.
Die bis dahin erfolgreichste Saison spielte Astra 2013/14, als man Vizemeister der Liga 1 wurde, nur fünf Punkte hinter Meister Steaua Bukarest. Gegen Steaua gewann das Team zudem das Finale um den rumänischen Pokal mit 4:2 nach Elfmeterschießen. In der folgenden Saison setzte sich Astra in der Playoff-Runde zur UEFA Europa League gegen Olympique Lyon durch und erreichte die Gruppenphase. Dort wurde man jedoch in einer Gruppe mit Red Bull Salzburg, Celtic Glasgow und Dinamo Zagreb Letzter und schied aus.

### Meisterschaft und legendärer Auswärtssieg gegen West Ham
2015/16 wurde Astra mit fünf Punkten Vorsprung auf Steaua Bukarest einmalig rumänischer Meister. In der Qualifikation zur UEFA Champions League traf der Verein auf den FC Kopenhagen. Nach einem 1:1 im Hinspiel verlor Astra jedoch das Rückspiel im Parken mit 0:3. Der Verein wechselte in die Qualifikation zur UEFA Europa League, wo er in der Play-off-Runde gegen West Ham United antreten sollte. Das Hinspiel in Rumänien endete auch diesmal mit 1:1, daher wurde im Rückspiel mit einem lockeren Heimsieg für West Ham gerechnet. Jedoch überraschte Astra Giurgiu im London Stadium und gewann mit 1:0, womit die Gruppenphase erreicht wurde. Dieser Auswärtssieg gilt bis heute als der größte und am häufigsten erwähnte – insbesondere für spätere Vergleiche – in der Vereinsgeschichte. Doch das war noch nicht alles, denn Astra Giurgiu gelangte sogar in die K.O.-Runde des Wettbewerbs, nachdem man hinter der AS Rom und vor Viktoria Pilsen sowie dem FK Austria Wien mit acht Punkten den zweiten Platz erreichte. Den KRC Genk konnte der Verein im Sechzehntelfinale aber nicht mehr überlisten. Das Hinspiel endete mit 2:2, im Rückspiel gewann Genk mit 1:0.

### Rückzug aus dem Profifußball
Auch in den darauffolgenden Jahren spielte Astra Giurgiu regelmäßig im Meisterschafts-Play-off, wusste dort jedoch nie wieder so richtig zu überzeugen. Innerhalb des Vereins häuften sich Schulden an, die den Verein sowohl finanziell als auch sportlich in Schwierigkeiten brachten. In der Saison 2020/21 belegte man nach der Hauptrunde Platz 9, fiel aber in der Abstiegsrunde auf den vorletzten Platz zurück und stieg in die Liga II ab.
Die Schulden häuften sich so sehr, dass dem Verein 20 Punkte abgezogen wurden. Nach einem 2:1 über Universitatea Cluj am 30. November 2021 verlor der Verein alle seine weiteren Spiele. Sein letztes Tor erzielte er am 16. April 2022 gegen Unirea Constanța. Die Saison beendete Astra Giurgiu mit einem Minuspunkt und satten 19 Punkten Rückstand auf dem letzten Platz.
Dieser sportliche Totalabsturz setzte sich auch in der Liga III weiter fort. Der Verein begann, sich regelmäßig Niederlagen in zweistelliger Höhe abzuholen. Die höchste war ein 0:19 gegen Arsenal Tunari. Die FIFA verhängte dem Verein zudem eine Transfersperre zum Aufnehmen neuer Spieler. Die letzte Partie konnte nicht abgeschlossen werden, da zu viele Spieler zu leicht Verletzungen erlitten und einer von ihnen sogar am Spielfeld kollabierte. Nach sieben Spieltagen und einem unglaublichen Torverhältnis von 0:66 kündigte Astra Giurgiu im Jänner 2023 seinen Rückzug aus dem professionellen Vereinsfußball an. Die Entscheidung wurde vom Rumänischen Fußballverband akzeptiert.

## Erfolge
- Rumänischer Meister (1): 2016
- Rumänischer Pokalsieger (1): 2014
- Rumänischer Supercupsieger (2): 2014, 2016

## Europapokalbilanz
| Saison  | Wettbewerb            | Runde                  | Gegner                       | Gesamt    | Hin     | Rück    |
| ------- | --------------------- | ---------------------- | ---------------------------- | --------- | ------- | ------- |
| 2013/14 | UEFA Europa League    | 1. Qualifikationsrunde | NK Domžale                   | 3:0       | 1:0 (A) | 2:0 (H) |
| 2013/14 | UEFA Europa League    | 2. Qualifikationsrunde | Omonia Nikosia               | 3:2       | 1:1 (H) | 2:1 (A) |
| 2013/14 | UEFA Europa League    | 3. Qualifikationsrunde | FK AS Trenčín                | 5:3       | 3:1 (A) | 2:2 (H) |
| 2013/14 | UEFA Europa League    | Play-offs              | Maccabi Haifa                | 1:3       | 0:2 (A) | 1:1 (H) |
| 2014/15 | UEFA Europa League    | 3. Qualifikationsrunde | Slovan Liberec               | 6:2       | 3:0 (H) | 3:2 (A) |
| 2014/15 | UEFA Europa League    | Play-offs              | Olympique Lyon               | (a)2:2(a) | 2:1 (A) | 0:1 (H) |
| 2014/15 | UEFA Europa League    | Gruppenphase           | Dinamo Zagreb                | 2:5       | 1:5 (A) | 1:0 (H) |
| 2014/15 | UEFA Europa League    | Gruppenphase           | FC Red Bull Salzburg         | 2:7       | 1:2 (H) | 1:5 (A) |
| 2014/15 | UEFA Europa League    | Gruppenphase           | Celtic Glasgow               | 2:3       | 1:2 (A) | 1:1 (H) |
| 2015/16 | UEFA Europa League    | 2. Qualifikationsrunde | Inverness Caledonian Thistle | 1:0       | 1:0 (A) | 0:0 (H) |
| 2015/16 | UEFA Europa League    | 3. Qualifikationsrunde | West Ham United              | 4:3       | 2:2 (A) | 2:1 (H) |
| 2015/16 | UEFA Europa League    | Play-offs              | AZ Alkmaar                   | 3:4       | 3:2 (H) | 0:2 (A) |
| 2016/17 | UEFA Champions League | 3. Qualifikationsrunde | FC Kopenhagen                | 1:4       | 1:1 (H) | 0:3 (A) |
| 2016/17 | UEFA Europa League    | Play-offs              | West Ham United              | 2:1       | 1:1 (H) | 1:0 (A) |
| 2016/17 | UEFA Europa League    | Gruppenphase           | FK Austria Wien              | 4:4       | 2:3 (H) | 2:1 (A) |
| 2016/17 | UEFA Europa League    | Gruppenphase           | AS Rom                       | 0:4       | 0:4 (A) | 0:0 (H) |
| 2016/17 | UEFA Europa League    | Gruppenphase           | Viktoria Pilsen              | 3:2       | 2:1 (A) | 1:1 (H) |
| 2016/17 | UEFA Europa League    | Sechzehntelfinale      | KRC Genk                     | 2:3       | 2:2 (H) | 0:1 (A) |
| 2017/18 | UEFA Europa League    | 2. Qualifikationsrunde | Zirə FK                      | 3:1       | 3:1 (H) | 0:0 (A) |
| 2017/18 | UEFA Europa League    | 3. Qualifikationsrunde | FK Oleksandrija              | 0:1       | 0:0 (H) | 0:1 (A) |

Gesamtbilanz: 40 Spiele, 15 Siege, 13 Unentschieden, 12 Niederlagen, 49:54 Tore (Tordifferenz −5)

## Sonstiges
Die zweite Mannschaft des Vereins stieg zum Ende der Saison 2009/10 in die Liga II auf und trug seither ihre Spiele in Giurgiu unter dem Namen Astra II Giurgiu aus.

## Ehemalige Trainer
- Marius Șumudică (Januar 2009 bis 10. Mai 2009, 11. August 2011 bis 30. Oktober 2011)
- Ion Moldovan (10. Mai 2009 bis August 2009)
- Nicolò Napoli (August 2009 bis 19. April 2010)
- Marin Barbu (19. April 2010 bis Juni 2010, April 2013)
- Mihai Stoichiță (14. Juni 2010 bis 31. August 2010)
- Tibor Selymes (5. September 2010 bis 1. August 2011, 3. November 2011 bis 17. Dezember 2011)
- Toni (6. Januar 2012 bis 26. März 2012)
- Mircea Rednic (29. März 2012 bis Mai 2012)
- Bogdan Stelea (Juni 2012 bis August 2012)
- Gheorghe Mulțescu (August 2012 bis Oktober 2012, April 2018 bis Juni 2018, September 2018 bis November 2018)
- Valentin Sinescu (Oktober 2012 bis April 2013)
- Daniel Isăilă (April 2013 bis Oktober 2014)
- Oleh Protassow (Oktober 2014 bis März 2015)
- Dorinel Munteanu (März bis April 2015)
- Marius Șumudică (April 2015 bis Juni 2017)
- Edward Iordănescu (Juni 2017 bis April 2018)